# Route principale 6 (Suisse)
Pour les articles homonymes, voir H6 et Route 6.
La Route principale 6 est une route principale suisse reliant Boncourt dans le canton du Jura (frontière française) à Gletsch dans le canton du Valais en traversant le canton de Berne du nord au sud.

## Parcours

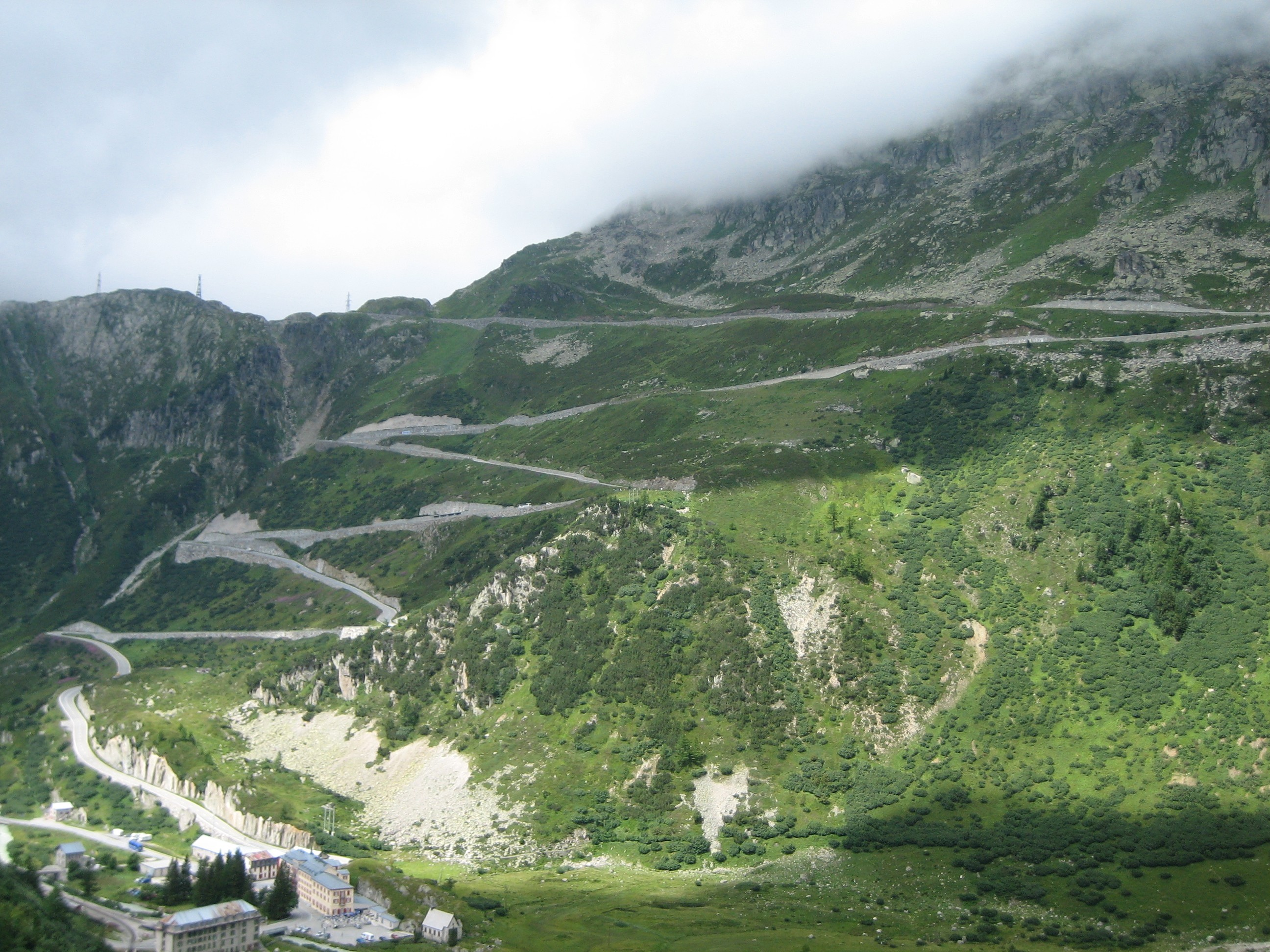
Route du col du Grimsel.

- Boncourt
- Porrentruy
- Delémont
- Bienne
- Studen
- Worben
- Lyss
- Zollikofen
- Ittigen
- Berne
- Muri bei Bern
- Münsingen
- Thoune
- Spiez
- Interlaken
- Brienz
- Meiringen
- Innertkirchen
- Guttannen
- Col du Grimsel
- Gletsch

## Autoroutes
- autoroute A16 : entre Delle/Porrentruy (frontière française) et Bienne
- autoroute A6 : entre Bienne et Spiez
- autoroute A8 : entre Spiez et Brienzwiler